# Muggidaragihalli, Jagalur
Muggidaragihalli là một làng thuộc tehsil Jagalur, huyện Davanagere, bang Karnataka, Ấn Độ.